# Dominic Salvatore Gentile
Dominic Salvatore Gentile, detto Don (Piqua, 6 dicembre 1920 – Forestville, 28 gennaio 1951), è stato un militare e aviatore statunitense, asso dell'aviazione statunitense durante la seconda guerra mondiale, accreditato di 19,83 vittorie, 3 aerei danneggiati, e 6 distrutti a terra. Ha conseguito ulteriori due vittorie mentre prestava servizio con la Royal Air Force.

## Biografia
Nacque a Piqua, Ohio, il 6 dicembre 1920, figlio di Patsy e Josephina Gentile,  una famiglia italiana immigrata negli Stati Uniti d'America nel 1907.
Durante la giovinezza fu colpito da una intossicazione da monossido di carbonio a causa di una stufa difettosa, e dichiarato in imminente pericolo di vita. La madre, cattolica praticante come tutta la famiglia, lo portò al Santuario di Nostra Signora della Consolazione di Carey e il piccolo si riprese perfettamente.
Durante l’adolescenza rimase affascinato dal mondo dell'aviazione, e mentre frequentava le scuole superiori suo padre gli consentì di volare con il suo aereo, un biplano Aerosport, riuscendo a totalizzare oltre 300 ore di volo entro il luglio 1941, quando tentò di arruolarsi  nell'U.S. Army Air Corps.
L'esercito statunitense richiedeva allora che i piloti avessero frequentato per due anni il college, ed egli non possedeva tale requisito.  Deciso a combattere si trasferì in Canada dove si arruolò nella Royal Canadian Air Force, e nel settembre del 1941 fu mandato nel Regno Unito assegnato al No. 133 Squadron della Royal Air Force, divenuto famoso con il nome di "Eagle Squadron", di stanza a Debden, nelle vicinanze di Cambridge, e allora equipaggiato con i caccia Supermarine Spitfire Mk. V. Iniziò le operazioni belliche nel corso del 1942, conseguendo le sue prima vittorie (un bombardiere Ju 88 e un caccia Fw 190) il 19 agosto durante l'operazione Jubilee. Per questa impresa, fu insignito della Distinguished Flying Cross.
Nel settembre 1942 tutti gli squadroni dell'"Eagle" si trasferirono in forza all'USAAF, andando a costituire il 4th Fighter Squadron. Nel settembre 1943 fu promosso flying commander, e volando sui caccia Republic P-47 Thunderbolt. il 16 dicembre 1943 rivendicò la distruzione di tre bombardieri Ju-88, e il 5 gennaio 1944 di un Fw-190 ad ovest di Tours. Ulteriori due Fw-190 vennero rivendicati il 14 gennaio e un altro il 25 febbraio.
Fu grazie al comandante del gruppo, colonnello Donald Blakeslee, che verso la fine del 1943 aveva spinto per il riequipaggiamento del reparto, che il 4th FG ricevette alla fine del mese di febbraio 1944 i più leggeri e maneggevoli P-51 Mustang. La conversione sui P-51B gli consentì  di aggiungere al proprio bottino ulteriori 15.5 aerei, distrutti tra il 3 marzo e l'8 aprile 1944.
Dopo aver abbattuto 3 Fw-190 l'8 aprile, venne dichiarato asso dell’8th Air Force con il più alto punteggio più alto, ma il 13 aprile 1944 ebbe un incidente in fase di atterraggio sul campo d'aviazione del 4th Fighter Group di Debden. Il suo P-51 "Shangri-La",  cadde davanti alle telecamere di un gruppo di giornalisti. Come conseguenza Blakeslee lo mise immediatamente a terra, e lo rimandò negli Stati Uniti insieme al suo gregario John Trevor Godfrey per un tour di vendita delle obbligazioni di guerra.
In quello stesso anno fu coautore, con il noto inviato di guerra Ira Wolfert, del libro One Man Air Force, un'autobiografia e un resoconto delle sue missioni di combattimento. Alla fine della guerra era accreditato di 19,83 vittorie e 3 aerei danneggiati, oltre 6 distrutti a terra, in 350 ore di volo in combattimento. In più aveva conseguito due vittorie mentre era in servizio con la RAF.
Rimasto in servizio con l'U.S. Air Force come pilota collaudatore sulla base di Wright Field, Dayton (Ohio), partecipando ai corsi presso la Tactical Air School. Nel giugno del 1949 si iscrisse come studente di scienze militari all'Università del Maryland. 
Perse la vita in un incidente aereo il 28 gennaio 1951,quando l'addestratore Lockheed T-33A-1-LO (matricola AF Ser. No. 49-0905) precipitò a Forestville, nel Maryland. Lasciava la moglie Isabella Masdea Gentile Beitman (deceduta nell'ottobre 2008) e i figli Don Jr., Joseph e Pasquale.
Per onorarne la memoria nel 1962 gli fu intitolata la Gentile Air Force Station di Kettering, Ohio, chiusa poi nel 1996. 
Il primo ministro inglese Sir Winston Churchill soprannominò Gentile e il suo gregario, il capitano John Trevor Godfrey, Damone e Pizia, come i leggendari personaggi della mitologia greca. Dominic Salvatore Gentile fu inserito nella National Aviation Hall of Fame nel 1995.

## Pubblicazioni
- One Man Air Force, con Ira Wolfert, L.B. Fischer, New York, 1944.

### Annotazioni
1. ↑  Piccolo centro abitato che si trova anch’esso nell’Ohio.
2. ↑  Tale gruppo caccia era costituito da 334th, 335th e 336th Fighter squadron.
3. ↑  Avendo volato sugli Spitfire, Gentile e gli altri piloti del 4th FG non furono contenti quando passarono a volare sul pesante P-47.
4. ↑  La sua prima vittoria con il P-51 avvenne il 3 marzo, quando dichiarò l’abbattimento di un bombardiere Dornier Do 217 nella zona di Wittemburg.
5. ↑  La loro amicizia era nata il 7 settembre 1943 durante una missione su Emden, quando Gentile fu vittima di una perdita di orientamento e il suo velivolo iniziò ad allontanarsi dal resto della squadriglia e a precipitare verso il suolo. Godfrey non esitò a lasciare la formazione e si lanciò in picchiata dietro all'aereo di Gentile urlandogli negli auricolari di svegliarsi fino a che non riuscì nel suo intento. Ripresa conoscenza, Gentile si diresse verso la formazione amica e rientrò alla base di partenza.

### Fonti
1. 1 2 3 4 5 6 7 8 9  Rao 2012, p. 20.
2. 1 2  LaGulmina 2006, p. 182.
3. ↑  Kaplan 2006, p. 7.
4. 1 2 3 4  LaGulmina 2006, p. 183.
5. ↑  (EN) Major Dominic S. Gentile – 4th Fighter Group, su acepilots.com. URL consultato il 30 ottobre 2009.
6. 1 2 3  USAF Historical Study No. 85: USAF Credits for the Destruction of Enemy Aircraft, World War II, Air Force Historical Research Agency, p. 70.
7. ↑   Dominic Gentile, su nationalaviation.blade6.donet.com, National Aviation Hall of Fame. URL consultato il 30 ottobre 2009 (archiviato dall'url originale il 24 ottobre 2008).
8. 1 2 3 4 5  Rao 2012, p. 21.
9. ↑  (EN) Enshrinees, su nationalaviation.org, National Aviation Hall of Fame. URL consultato il 6 aprile 2011 (archiviato dall'url originale il 12 marzo 2011).

### Periodici
- Alessandro Rao, Dominic Salvatore “Don” Gentile, in Aeronautica, n. 3, Roma, Associazione Arma Aeronautica, marzo 2012,  pp. 20-23.